# Kyboasca bana
Kyboasca bana är en insektsart som beskrevs av Kuoh 1981. Kyboasca bana ingår i släktet Kyboasca och familjen dvärgstritar. Inga underarter finns listade i Catalogue of Life.